# 조진원 (생물학자)
조진원(趙鎭元, 1958년 3월 11일 ~ )은 대한민국의 생물학자이다.

## 생애

### 이력
1977년 연세대학교 생물학과에 입학, 1982년에 학사 학위하였고, 1984년에 《흙에서 분리한 carboxydobacteria에 의한 일산화탄소의 산화》라는 논문으로 동대학원에서 석사학위를 취득하였다.
1987년에 미국으로 유학을 떠났으며, 1993년에 <<Molecular Mechanism of Polysialic Acid Capsule Synthesis in Neuroinvasive Escherichia coli K1>>이라는 논문으로 미국 캘리포니아 대학교 데이비스에서 미생물학 박사학위를 취득하였다.

### 주요 활약
대학 재학 중인 1979년에 TBC 젊은이의 가요제에서 우수상과 작사상을 받은 '연(라이너스 노래)'이라는 노래를 작사·작곡하였으며, 같은 해 홍종임과 함께 부른 '사랑하는 사람아'라는 노래로 큰 인기를 얻었고, 대학원 재학시절에도 기독교방송 '꿈과 음악 사이에'라는 프로그램에서 1년 간 진행하기도 했다.
2006년에는 그가 운영하는 연구팀에서 당뇨 환자들이 여러 가지 합병증에 시달리는 원인을 밝혀내어 세간의 화제를 불렀다.
1996년부터 연세대학교 생물학과에서 교수로 재직 중이다.